# Royal Society of Chemistry

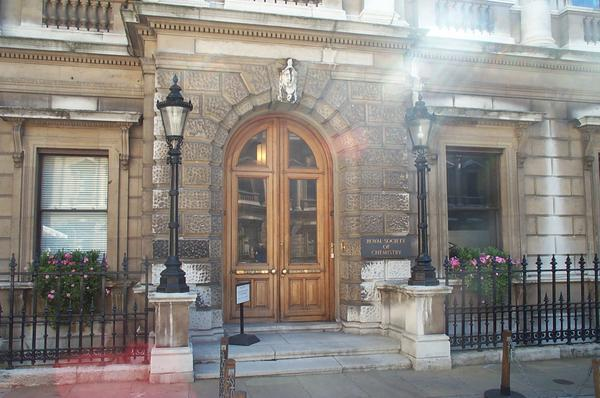
Royal Society of Chemistry.

A Royal Society of Chemistry (RSC) é uma sociedade científica (e corpo profissional) do Reino Unido, com o objetivo de "incentivar as ciências químicas". Esta organização realiza e apoia a investigação científica, publica revistas científicas e livros sobre ciências químicas e disponibiliza bases de dados à comunidade cientifica mundial. É sede de conferências, seminários e workshops nas diversas áreas da química. É ainda a ordem profissional dos químicos no Reino Unido, com o poder de conceder o estatuto de químico profissional (Chartered Chemists ou CChem) aos candidatos apropriadamente qualificados. Os FRSC (Fellows da RSC) designam um grupo de membros eleitos que fizeram contribuições significativas para a química. Os nomes dos detentores de bolsas de investigação são publicados a cada ano no jornal The Times de Londres. A sede da RSC fica em Burlington House, Piccadilly, Londres. Também tem escritórios em Thomas Graham House em Cambridge onde fica a RSC Publishing, a editora da sociedade.
A Royal Society of Chemistry foi fundada em 1980 através da fusão da Chemical Society, do Royal Institute of Chemistry, da Faraday Society e da Society for Analytical Chemistry.